# Napoli prima e dopo
Napoli prima e dopo, sottotitolato La canzone napoletana in concerto, è stato un festival musicale dedicato alla storia della musica napoletana, trasmesso dal 1983 al 2016 su Rai 1. 

## Storia
La manifestazione ha avuto in tutte le sue edizioni la direzione artistica di Pino Moris, marito della cantante Gloriana. Autori dei testi di tutte le edizioni sono I Fatebenefratelli, fratelli tra l'altro del regista Moris. Gloriana, presente ogni anno nelle vesti di cantante e co-conduttrice, ha deciso in seguito alla morte del marito, avvenuta nel 2017, di non realizzare più la manifestazione. Quello stesso anno venne realizzato uno speciale con il meglio delle ultime edizioni.  Dal 1983 al 1986 tra gli autori del programma vi è stato Enzo Giannelli.

## Location
Per molti anni la serata è andata in onda dai giardini de Il Grand Hotel La Sonrisa a Sant'Antonio Abate, dal 2014 divenuto popolare set delle trasmissioni Il boss delle cerimonie e Il castello delle cerimonie. Nel 2011 è avvenuto il sequestro del bene da parte del Tribunale di Torre Annunziata, a seguito di una perizia che indicava come, da un originario fabbricato rurale, dal 1989 al 2011 si fossero compiuti abusi edilizi tali da comportale lo "stravolgimento urbanistico dell'area"; nel 2010 era già stata eseguita la demolizione di un piano sopraelevato abusivo, composto da dieci camere distribuite su di una mansarda e un torrino.
Nel 2013 la registrazione del programma è stata spostata presso il castello Maschio Angioino di Napoli, mantenuta sino alla chiusura del programma nel 2016.

## Edizioni
| Edizione | Anno | Conduzione                                                 | Ospiti | Rete  | Telespettatori | Share  | Location                                     |
| -------- | ---- | ---------------------------------------------------------- | --- | ----- | -------------- | ------ | -------------------------------------------- |
| 1ª       | 1983 | Vanna Brosio                                               | Gloriana, Il Giardino dei Semplici | Rai 1 |                |        | Grand Hotel La Sonrisa di Sant’Antonio Abate |
| 2ª       | 1984 | Paolo Giusti e Katia Nani                                  | Gloriana, Mirna Doris, Aurelio Fierro, Gianni Nazzaro, Il Giardino dei Semplici, Miranda Martino, Angela Luce, Angelo Fiore | Rai 1 |                |        | Grand Hotel La Sonrisa di Sant’Antonio Abate |
| 3ª       | 1985 | Amanda Sandrelli                                           | Gloriana | Rai 1 |                |        | Grand Hotel La Sonrisa di Sant’Antonio Abate |
| 4ª       | 1986 | Giulia Fossà e Antonio Casagrande                          | Gloriana | Rai 1 |                |        | Grand Hotel La Sonrisa di Sant’Antonio Abate |
| 5ª       | 1987 | Daniele Piombi e Anna Rustikano                            | Gloriana, Pino Mauro, Lucia Cassini, Mario Da Vinci, I Masaniello, Antonio Buonomo, Mauro Caputo, Mario Trevi, Enzo di Domenico, Lino Tozzi, Mauro Nardi, Maurizio, Milena Gagliotta, Dario Sebastiani, Enzo Buonumore, Franco D'Antonio, Clelia Bertini, Gianni Migliardi, Franco Mirabella, Mario Maglione, Vera Stella, Tony Mauro, Patriza Di Martino, Lino Capozzi, Franco Cipriani, Rosy Miranda, Orchestra Giuseppe Anepeta diretta dal M° Augusto Visco. | Rai 1 |                |        | Grand Hotel La Sonrisa di Sant’Antonio Abate |
| 6ª       | 1988 | Daniele Piombi e Maria Pia Parisi                          | Gloriana, Peppino Di Capri, Mario Merola, Mario Trevi, Beppe Barra, Eugenio Bennato, Antonio e Marcello, Ciro Sebastianelli, Lucia Cassini. | Rai 1 |                |        | Grand Hotel La Sonrisa di Sant’Antonio Abate |
| 7ª       | 1989 | Daniele Piombi e Maria Pia Parisi                          | Gloriana, Mario Trevi | Rai 1 |                |        | Grand Hotel La Sonrisa di Sant’Antonio Abate |
| 8ª       | 1990 | Anna Carlucci                                              | Gloriana, Fred Bongusto, i Pooh, i Cimarosa, Roberto Murolo, Mario Merola, i Guarracini, Antonello Rondi, Gigi Finizio, Antonio Buonomo, Mauro Caputo, Pino Mauro, Robertino, Mario Trevi, Peppe Barra, James Senese, Enzo Gragnaniello, Franco Simone, Il Giardino dei Semplici, Antonio Sorrentino, Orchestra Giuseppe Anepeta diretta dal M° Augusto Visco.                                                                                                   | Rai 1 |                |        | Grand Hotel La Sonrisa di Sant’Antonio Abate |
| 9ª       | 1991 | Maria Giovanna Elmi                                        | Gloriana, Il Giardino dei Semplici, Mario Da Vinci, Gigi Finizio, Miranda Martino, Saba, Teresa Stile, Bruno Venturini, Antonello Rondi, I Masaniello, Mario Merola, Antonio Buonomo, Valentina Stella, Mario Trevi, Maurizio, Franco Moreno, Mauro Nardi, Mauro Caputo, Fred Bongusto, Orchestra Giuseppe Anepeta diretta dal M° Augusto Visco. | Rai 1 |                |        | Grand Hotel La Sonrisa di Sant’Antonio Abate |
| 10ª      | 1992 | Maria Giovanna Elmi                                        | Gloriana, Mario Merola, Peppe Barra, Roberto Murolo, Miranda Martino, Gianni Mazza, Mario Da Vinci, Bobby Solo, Mario Trevi, Nunzio Gallo, Aurelio Fierro, Bruno Venturini, Pietra Montecorvino, Mario Maglione, Franco Simone, Orazio Russo, Giuliana, Coro I Tulipani di Leo, Anna Maria Toffanelli, Monica Fiorelli, I Fatebenefratelli, Tonino Apicella, Mauro Nardi, Mino Reitano, Orchestra Giuseppe Anepeta diretta dal M° Augusto Visco.                 | Rai 1 |                |        | Grand Hotel La Sonrisa di Sant’Antonio Abate |
| 11ª      | 1993 | Maria Giovanna Elmi                                        | Fred Bongusto, Fanny Cadeo, I Cimarosa, Roberto Murolo, Mario Da Vinci, Eugenio Bennato, Nino Fiore, Gloriana, Tony Astarita, Ciro Sebastianelli, Tony Esposito, Gianni Bella, Cristiano Malgioglio, Rita Siani, Antonello Rondi, Orazio Russo, i Formula Tre, Il Giardino dei Semplici, Valentina Stella, Bruno Venturini, Bobby Solo, Franco Califano, Rosalia Maggio, Mario Trevi, Marisa Laurito, Orchestra Giuseppe Anepeta diretta dal M° Augusto Visco.   | Rai 1 |                |        | Grand Hotel La Sonrisa di Sant’Antonio Abate |
| 12ª      | 1994 | Eleonora Brigliadori                                       | Gloriana, Peppino di Capri, Orchestra Giuseppe Anepeta diretta dal M° Augusto Visco, Pietra Montecorvino, Eugenio Bennato, Marcella, Peppe Barra, Tony Esposito, Bruno Venturini, Roberto Murolo, I Baraonna, Miranda Martino, Fiordaliso, Mirna Doris, Lino Banfi, Mario Merola. | Rai 1 |                |        | Grand Hotel La Sonrisa di Sant’Antonio Abate |
| 13ª      | 1995 | Gigliola Cinquetti                                         | Gloriana, Peppino di Capri, Irene Fargo, Antonio Siano, Andrea Bocelli, Complesso Bins, Mario Merola, Baraonna, Rita Forte, Little Tony, Antonello Rondi, Alfio Lombardi I Fatebenefratelli e Anna Maria Toffanelli, Orchestra Giuseppe Anepeta diretta dal M° Augusto Visco. | Rai 1 |                |        | Grand Hotel La Sonrisa di Sant’Antonio Abate |
| 14ª      | 1996 | Enrica Bonaccorti                                          | Gloriana, Amedeo Minghi, Bruno Venturini, Antonio e Marcello, Gigi D'Alessio, Antonello Rondi, Nunzio Gallo, Mario Da Vinci, Wess, Monica Fiorentino, Fiordaliso, Il Giardino dei Semplici, Orchestra Giuseppe Anepeta diretta dal M° Augusto Visco. | Rai 1 |                |        | Grand Hotel La Sonrisa di Sant’Antonio Abate |
| 15ª      | 1997 | Paola Perego prima serata Enrica Bonaccorti seconda serata | Gloriana, Peppino di Capri, Loredana Bertè, Edoardo Alfieri, Manuela Villa, Antonello Rondi, Gianfranco Gallo, Massimiliano Gallo, Gabriella Ferri, Amii Stweart, Irene Fargo, Fred Bongusto, Patrizio Trampetti, Francesco Baccini, Mario Trevi, Valentina Stella, Il Giardino dei Semplici, Tosca, Gigi D'Alessio, Orchestra Giuseppe Anepeta diretta dal M° Augusto Visco.                                                                                    | Rai 1 |                |        | Grand Hotel La Sonrisa di Sant’Antonio Abate |
| 16ª      | 1998 | Marisa Laurito                                             | Gloriana, Irene Fargo, Il Giardino dei Semplici, James Senese, Gino Rivieccio, Fred Bongusto, Lina Sastri, Complesso Tawa, Manuela Villa, Antonello Rondi, Bruno Venturini, Tullio De Piscopo, Gigi D'Alessio, Olga De Maio, I Fatebenefratelli, Anna Maria Toffanelli, Mario Trevi, Stefano Masciarelli, Ida Rendano, Mino Reitano, Orchestra Giuseppe Anepeta diretta dal M° Augusto Visco.                                                                    | Rai 1 |                |        | Grand Hotel La Sonrisa di Sant’Antonio Abate |
| 17ª      | 1999 | Marisa Laurito                                             | Gloriana, Bruno Venturini, Manuela Villa, Amelia Rondinella, Francesca Rondinella, Antonello Rondi, Tullio De Piscopo, Enzo Gragnaniello, Gloriana, Anna Maria Toffanelli, I Fatebenefratelli, Mino Reitano, Orchestra Giuseppe Anepeta diretta dal M° Augusto Visco. | Rai 1 |                |        | Grand Hotel La Sonrisa di Sant’Antonio Abate |
| 18ª      | 2000 | Marisa Laurito                                             | Gloriana, Peppino di Capri, Manuela Villa, Fred Bongusto, Antonello Rondi, Mario Trevi, Mario Da Vinci, Lina Sastri, Milva, Amii Stewart, Sal da Vinci, Mino Reitano, Francesco Merola, Mario Merola, I Fatebenefratelli, Anna Maria Toffanelli, Elena Riem, Bruno Venturini, Enzo Gragnaniello, Orchestra Giuseppe Anepeta diretta dal M° Augusto Visco. | Rai 1 |                |        | Grand Hotel La Sonrisa di Sant’Antonio Abate |
| 19ª      | 2001 | Alba Parietti                                              | Gloriana, Marinella Nava, Antonello Rondi, Sal da Vinci, Iva Zanicchi, Eddy Napoli, I Cimarosa, Bruno Venturini, I Cugini di Campagna, Al Bano, Ivana Spagna, Enzo Gragnaniello, I Fatebenefratelli, Anna Maria Toffanelli, Gigi D'Alessio, Mario Merola, Francesco Merola, Orchestra Giuseppe Anepeta diretta dal M° Augusto Visco. | Rai 1 |                |        | Grand Hotel La Sonrisa di Sant’Antonio Abate |
| 20ª      | 2002 | Luisa Corna                                                | Gloriana, Peppino di Capri, Manuela Villa, Mario Merola, Francesco Merola, Junko Matsumoto, Mario Da Vinci, Mariano Apicella, Antonella D'Agostino, Valeria Marini, Mariella Nava, Bruno Venturini, Lina Sastri, Eddy Napoli, Sal Da Vinci, Giacomo Rizzo, I Cimarosa, Al Bano, Orchestra Giuseppe Anepeta diretta dal M° Augusto Visco. | Rai 1 |                |        | Grand Hotel La Sonrisa di Sant’Antonio Abate |
| 21ª      | 2003 | Luisa Corna                                                | Gloriana, Peppino di Capri, Manuela Villa, Bruno Venturini, Amanda Lear, I Cimarosa, Mario Da Vinci, Gigi D'Alessio, Mario Trevi, Al Bano, Mariella Nava, Antonello Rondi, Giuni Russo, Eddy Napoli, Sal da Vinci, Mario Merola, Francesco Merola, Orchestra Giuseppe Anepeta diretta dal M° Augusto Visco. | Rai 1 |                |        | Grand Hotel La Sonrisa di Sant’Antonio Abate |
| 22ª      | 2004 | Luisa Corna                                                | Gloriana, Amii Stewart, Bruno Venturini, Lina Sastri, Orchestra Bagutti, Filippo e Ilaria, Tullio De Piscopo, Ramona Badescu, Mino Reitano, Mariella Nava, Antonello Rondi, Katia Ricciarelli, Fiorellino, Mario Merola, i Cimarosa, Olga Balan, Al Bano, Orchestra Giuseppe Anepeta diretta dal M° Augusto Visco. | Rai 1 |                |        | Grand Hotel La Sonrisa di Sant’Antonio Abate |
| 23ª      | 2005 | Luisa Corna                                                | Gloriana, Peppino di Capri, Fiordaliso, Antonello Rondi, Katia Ricciarelli, Giuseppe Fiorello, Mario Merola, Francesco Merola, I Cimarosa, Al Bano, Amii Stewart, Bruno Venturini, Mariella Nava, Rita Forte, Roberto Polisano, Patrizio Buanne, Gigi D'Alessio, Manuela Villa, Cecilia Gasdia, Enzo Palumbo, Mario Da Vinci, Iva Zanicchi, Alma Manera, Mauro Nardi, Olga Balan, Orchestra Giuseppe Anepeta diretta dal M° Augusto Visco.                       | Rai 1 |                |        | Grand Hotel La Sonrisa di Sant’Antonio Abate |
| 24ª      | 2006 | Luisa Corna                                                | Gloriana, Peppino di Capri, Ivana Spagna, Matia Bazar, Mario Merola, Sal da Vinci, Rita Siani, Nino Frassica, Cecilia Gasdia, Olga Balan, Al Bano, Mario Da Vinci, Patty Pravo, Antonello Rondi, Bruno Venturini, Toquinho, Alma Manera, Mino Reitano, Marinella Daga, Orchestra Giuseppe Anepeta diretta dal M° Augusto Visco. | Rai 1 |                |        | Grand Hotel La Sonrisa di Sant’Antonio Abate |
| 25ª      | 2007 | Caterina Balivo                                            | Gloriana, Peppino Di Capri, Al Bano, Mariano Apicella, Nino D'Angelo, Sal Da Vinci, Fausto Leali, Alma Manera, Matia Bazar, Annalisa Minetti, Mariella Nava, Amii Stewart, Manuela Villa, Iva Zanicchi, l'attore Giacomo Rizzo e i Fatebenefratelli, anche autori dei testi della trasmissione. | Rai 1 | 3.586.000      | 22,85% | Grand Hotel La Sonrisa di Sant’Antonio Abate |
| 26ª      | 2008 | Caterina Balivo                                            | Gloriana, | Rai 1 | 3.749.000      | 21,95% | Grand Hotel La Sonrisa di Sant’Antonio Abate |
| 27ª      | 2009 | Caterina Balivo                                            | Gloriana, Peppino di Capri, Manuela Villa, Povia, Bruno Venturini, Al Bano, Annalisa Minetti, Sal Da Vinci, Luisa Corna, Matia Bazar, Antonello Rondi, Orchestra Augusto Visco diretta dal M° Enzo Campagnoli. | Rai 1 | 3.711.000      | 19,93% | Grand Hotel La Sonrisa di Sant’Antonio Abate |
| 28ª      | 2010 | Pupo                                                       | Gloriana, Peppino di Capri, Simona Collura, Alberto Urso, Amii Stewart, Orietta Berti, Lucio Dalla, Manuela Villa, Serena Autieri, Enrico Ruggeri, José Feliciano, Sal Da Vinci, Ramona Badescu, Monica Sarnelli, Antonello Rondi, Arisa, Al Bano. | Rai 1 | 4.138.000      | 25,66% | Grand Hotel La Sonrisa di Sant’Antonio Abate |
| 29ª      | 2011 | Pupo                                                       | Gloriana, Lucio Dalla, Peppino Di Capri, Manuela Villa, Ornella Vanoni, Fausto Leali, Nino D'Angelo, Anna Tatangelo, Valerio Scanu, Antonella Ruggiero, Sal Da Vinci, Orietta Berti, Jamila, Sebastiano Somma, Antonello Rondi, Luisa Corna, Francesco Merola, Mariano Apicella. | Rai 1 | 3.243.000      | 18,79% | Grand Hotel La Sonrisa di Sant’Antonio Abate |
| 30ª      | 2012 | Pupo                                                       | Gloriana, Peppino Di Capri, Nino D'Angelo, Amii Stewart, Orietta Berti, Antonella Ruggiero, Matia Bazar, Ivana Spagna, Valerio Scanu, Gianni Nazzaro, Sal Da Vinci, Antonello Rondi, Mario Maglione, Rosalia Misseri. Madrina e padrino: Valeria Marini e Biagio Izzo | Rai 1 | 3.215.000      | 18,89% | Grand Hotel La Sonrisa di Sant’Antonio Abate |
| 31ª      | 2013 | Pupo                                                       | Gloriana, Peppino di Capri, Amii Stewart, Anna Oxa, Lina Sastri, Enzo Gragnaniello, Simona Molinari, Sal Da Vinci, Nino d'Angelo, Alexia, Manuela Villa, Karima, Gigliola Cinquetti, Antonello Rondi, Bruno Venturini. Madrina e padrino: Barbara De Rossi e Biagio Izzo | Rai 1 | 2.855.000      | 20,21% | Maschio Angioino a Napoli                    |
| 32ª      | 2014 | Pupo                                                       | Gloriana, Peppino di Capri, Gloriana, Fausto Leali, Lina Sastri, Nino D'Angelo, Sal Da Vinci, Antonello Rondi, Antonella Ruggiero, Serena Rossi, Tosca, Manuela Villa, Gianni Nazzaro, Serena Autieri, Gino Riveccio. Madrina e padrino: Bianca Guaccero e Sergio Assisi. | Rai 1 | 3.000.000      | 18,43% | Maschio Angioino a Napoli                    |
| 33ª      | 2015 | Pupo                                                       | Gloriana, Peppino di Capri, Gigi D'Alessio, Iva Zanicchi, Amii Stewart, Orietta Berti, Enzo Gragnaniello, Serena Rossi, Sal da Vinci, Gigi Finizio, Pietra Montecorvino, Valerio Scanu, Eddy Napoli, Bruno Venturini, Antonello Rondi, Gianni Nazzaro, Cristiano Malgioglio. Madrina e Padrino: Valeria Marini e Gigi D'Alessio | Rai 1 | 2.555.000      | 18,32% | Maschio Angioino a Napoli                    |
| 34ª      | 2016 | Pupo                                                       | Gloriana, Peppino di Capri, Serena Autieri, Anna Tatangelo, Enzo Gragnaniello, Enzo Avitabile, Nino D'Angelo, Clementino, Tosca, Sal da Vinci, Giovanni Caccamo, Deborah Iurato, Sud 58, Antonello Rondi. Madrina e Padrino: Marisa Laurito e Peppe Barra. | Rai 1 | 2.322.000      | 16,96% | Maschio Angioino a Napoli                    |